# Výrava, Medzilaborce
Výrava este o comună slovacă, aflată în districtul Medzilaborce din regiunea Prešov. Localitatea se află la altitudinea de 357 m deasupra n.m., se întinde pe o suprafață de 20,24 km2 și în 2017 număra 190 de locuitori.

## Istoric
Localitatea Výrava este atestată documentar din 1557.

## Demografie
| An:                | 1994 | 2004   | 2014    | 2024   |
| ------------------ | ---- | ------ | ------- | ------ |
| Număr de persoane: | 157  | 156    | 188     | 186    |
| Diferență:         |      | −0,63% | +20,51% | −1,06% |

| An:                | 2023 | 2024   |
| ------------------ | ---- | ------ |
| Număr de persoane: | 185  | 186    |
| Diferență:         |      | +0,54% |